# Олонецкая улица (Москва)
Оло́нецкая улица — улица в районе Отрадное и Останкинском районе Северо-Восточного административного округа города Москвы. Проходит от Берёзовой аллеи до улицы Декабристов.

## Название
Названа в 1978 году по городу Олонцу на реке Олонка (в древности — река Олонец, в настоящее время — в Республике Карелии), в связи с расположением в северной части Москвы. Название перенесено с ныне упразднённой Олонецкой, бывшей Поселковой в бывшем городе Бабушкине, располагавшаяся между Изумрудной и Тайнинской улицами, названной так в 1964 году.

## Описание
Олонецкая улица проходит на северо-восток, начинаясь от Берёзовой аллеи. Слева к ней примыкает Отрадная улица, после которой улица поворачивает на север и заканчивается, переходя в улицу Мусоргского в месте пересечения с улицей Декабристов.

## Здания
Всего: 17 домов.

| - 13 - 15 - 15а - 15б - 17 - 17а | - 20 - 21 - 21а - 21б - 21с1 - 23 | - 24 - 25 - 25а - 25ас1 - 27 |

## Общественный транспорт

### Внеуличный транспорт

#### Станцииметро
- Ботанический сад
- Отрадное
- Владыкино

#### СтанцииМосковского центрального кольца
- Ботанический сад
- Владыкино

### Наземный транспорт

#### Автобусы
- 134:  Ботанический сад — Олонецкая улица — Юрловский проезд
- 628: Ясный проезд —  Свиблово —  Ботанический сад — Олонецкая улица —  Отрадное